# Rieko Ioane
Rieko Edward Ioane (Auckland, 18 de marzo de 1997) es un jugador neozelandés de rugby que se desempeña como Wing y Centro. Normalmente es un jugador titular de los All Blacks. 
Ioane ganó el premio a jugador revelación del año en 2017.
Pertenece a la iwi maorí de Te Whānau a Apanui, de los Ngāpuhi.

## Trayectoria profesional

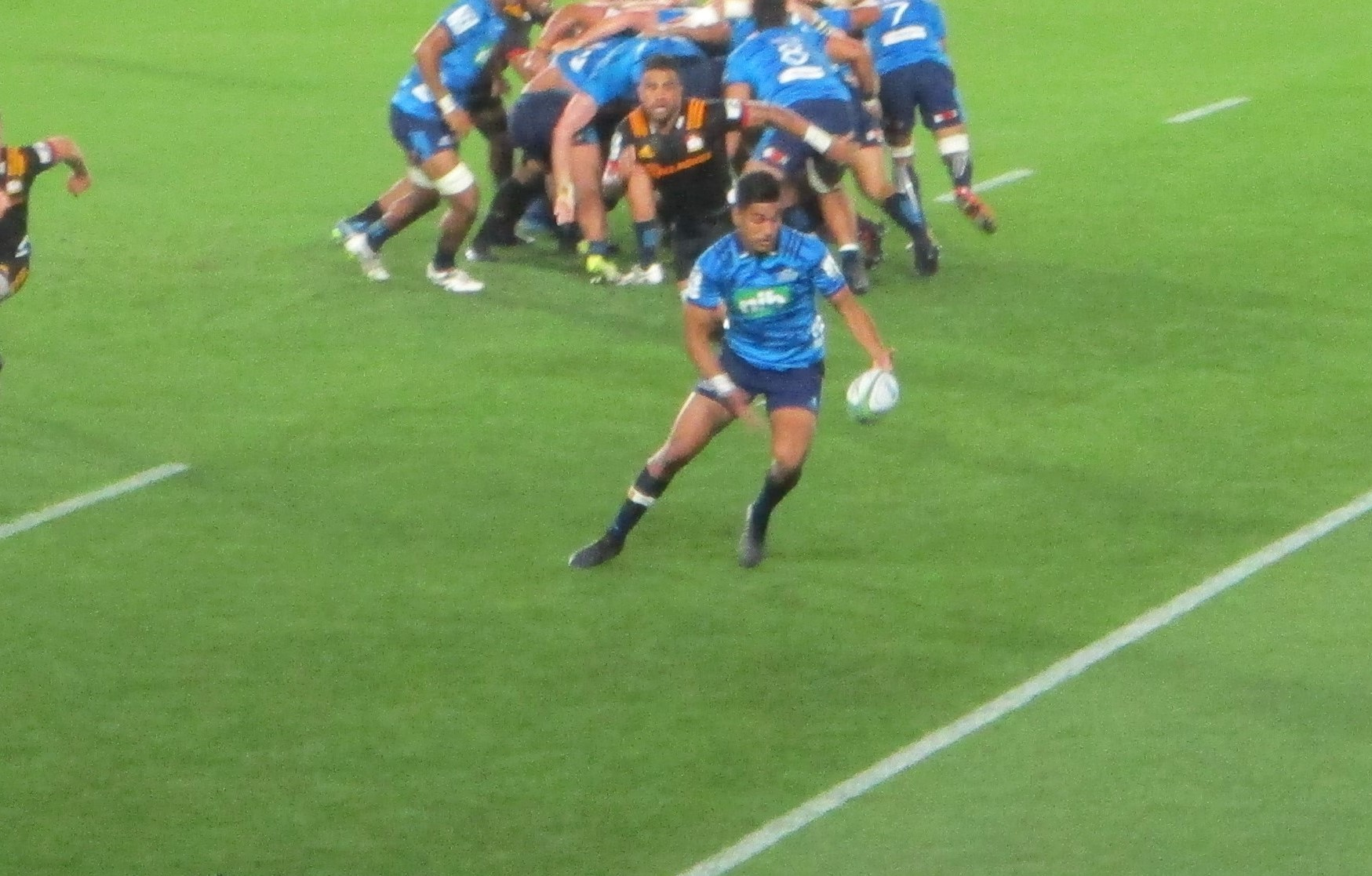
Rieko Ioane en partido

Debutó en la primera de la Auckland Rugby Union, una de las uniones provinciales que disputan la Mitre 10 Cup, con solo 18 años en 2015. Desde 2016 es parte de los Blues, una de las franquicias neozelandesas del Super Rugby.
En 2017 ganó el premio a jugador revelación del año.
Es la tercera persona más joven en hacer un triplete en el Super Rugby siguiendo a Doug Howlett y a Wandile Mjekevu.

### Internacional
En 2016 fue seleccionado a los All Blacks Sevens para formar parte del equipo nacional que disputó los Juegos Olímpicos de Río de Janeiro 2016. El combinado fue eliminado en cuartos de final por los eventuales campeones; los Flying Fijians.
Fue convocado a los All Blacks por primera vez en noviembre de 2016 para jugar ante la Azzurri.
formó parte del seleccionado que enfrentó a los British and Irish Lions en la gira que se desarrollo por el país en 2017. Por el momento jugó 13 partidos y marcó 11 tries.
Fue seleccionado por Steve Hansen para formar parte de los All Blacks en la Copa Mundial de Rugby de 2019 en Japón donde desplegaron un brillante juego en el que ganaron todos los partidos de la primera fase excepto el partido contra Italia que formaba parte de la última jornada de la primera fase,que no se disputó debido a la llegada a Japón del Tifón Hagibis.
En cuartos de final se enfrentaron a Irlanda, partido con cierto morbo porque el XV del trébol había sido el único que había sido capaz de vencer a los All Blacks en los últimos años. Sin embargo, Nueva Zelanda desplegó un gran juego y venció por un amplio resultado de 46-14.
En semifinales jugaron ante Inglaterra donde se formó cierta polémica debido a la formación utilizada en forma de uve por el XV de la rosa a la hora de recibir la haka de los All Blacks, el partido fue posiblemente el mejor que se pudo ver en todo el campeonato, donde vencieron los ingleses por el marcador de 19-7. Ioane jugó 3 partidos siendo titular en dos de ellos Y transformando un ensayo ante Canada

## Palmarés y distinciones notables
- Rugby Championship 2017
- Rugby Championship 2018
- Nominado como Mejor Jugador del Mundo en 2017
- Nominado como Mejor Jugador del Mundo en 2018